# 温泉関連の文化財一覧
温泉関連の文化財一覧（おんせんかんれんのぶんかざいいちらん）は、重要文化財や登録有形文化財等の文化財として登録・指定されている温泉旅館、入浴施設などの温泉に関連する事物の一覧。なお、本項における文化財とは、日本の文化財保護法に定める文化財、及び、これに準じて地方公共団体が定める文化財、並びに、世界遺産条約に基づき世界遺産リストに登録された文化財を指す。

## 世界遺産リストに登録された文化財

### 文化遺産
- 湯峯温泉 つぼ湯（紀伊山地の霊場と参詣道）（和歌山県）
- 温泉津（石見銀山遺跡とその文化的景観）（島根県）

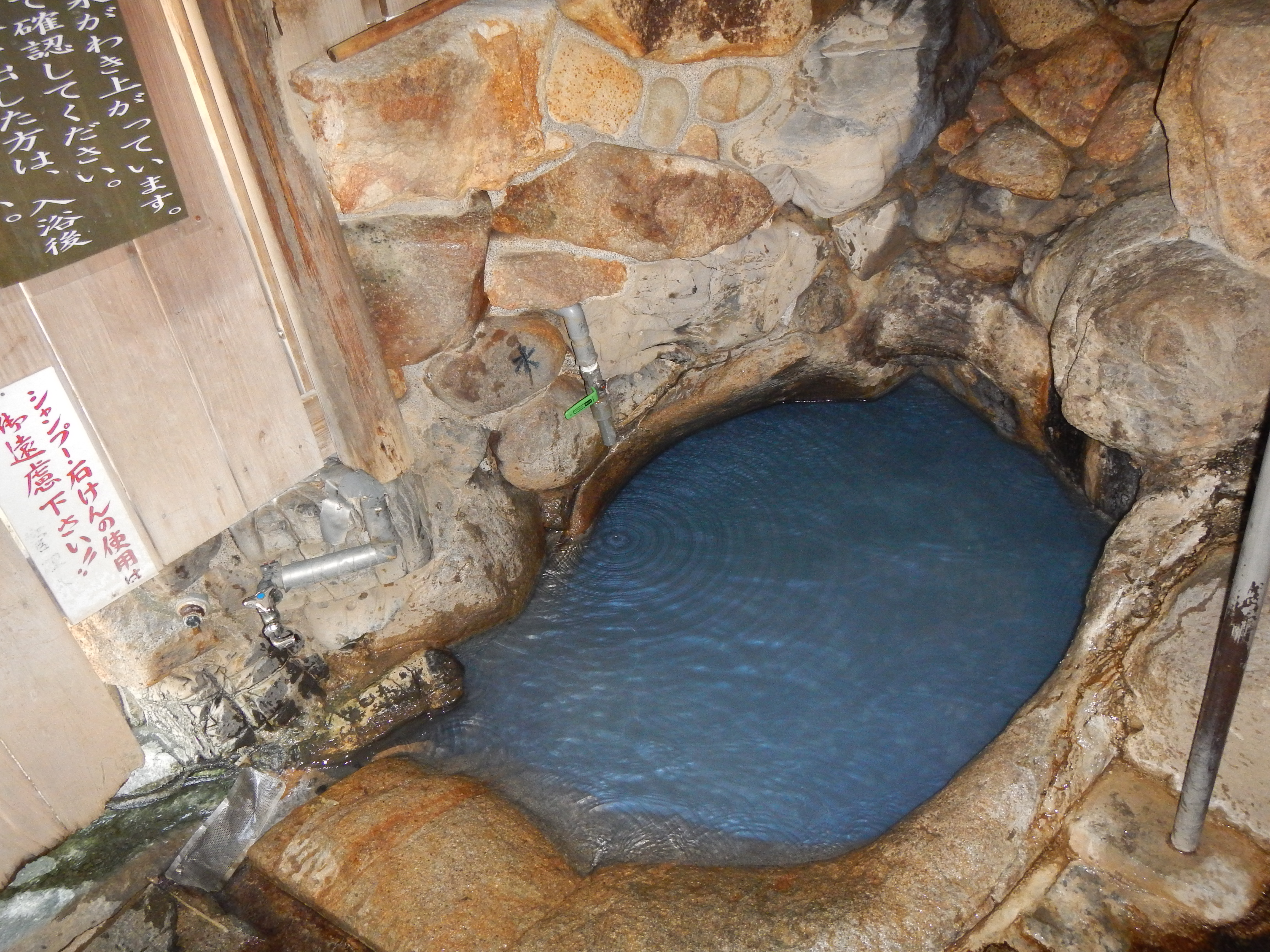
つぼ湯
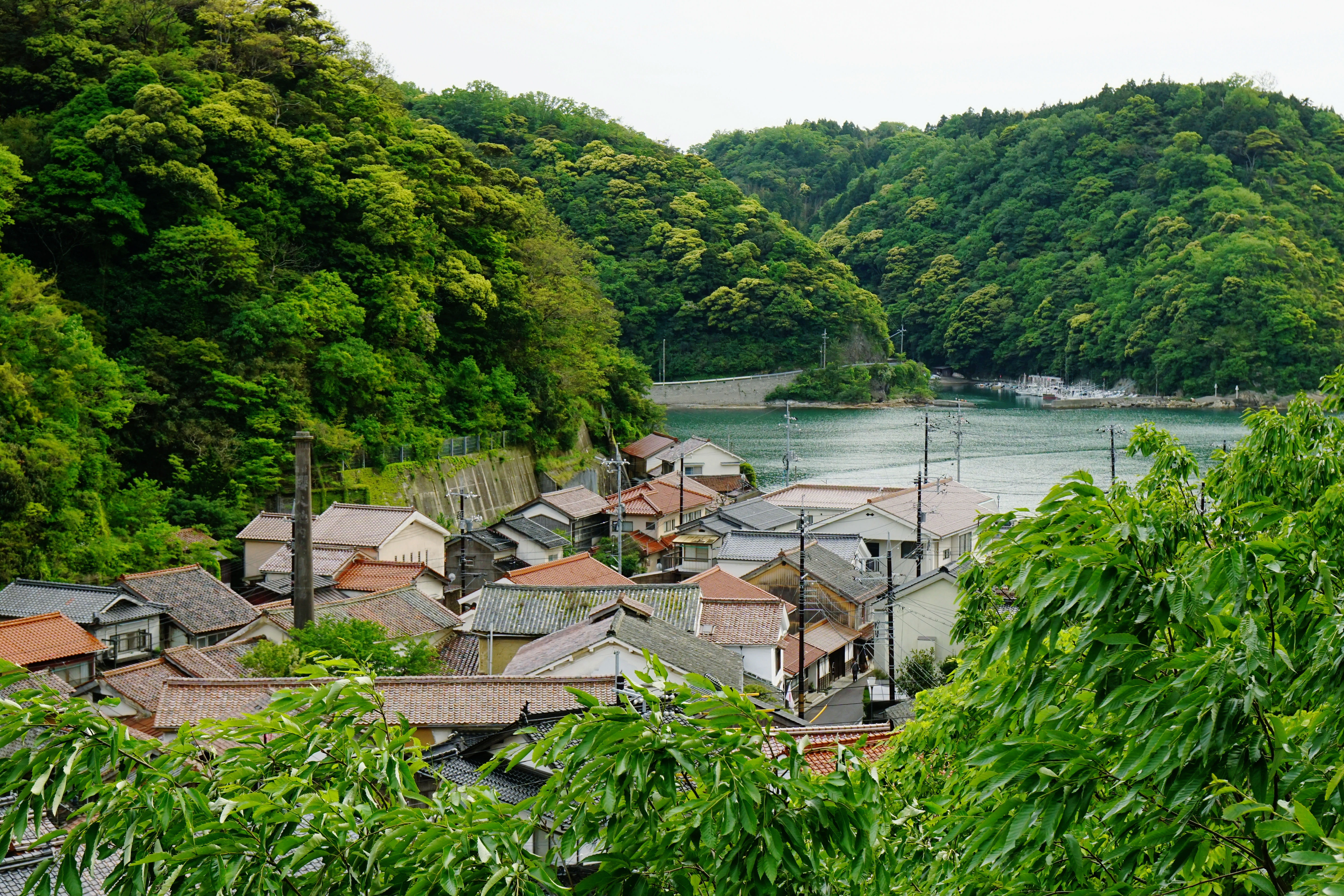
温泉津

## 国が指定・登録する文化財

### 重要文化財
- 北海道コタン温泉遺跡出土品（北海道）
- 箱根湯本温泉 福住旅館萬翠楼・金泉楼（神奈川県）
- 上諏訪温泉　片倉館会館棟、浴場棟、渡廊下（長野県）
- 道後温泉 道後温泉本館（愛媛県）
- 武雄温泉 新館及び楼門（佐賀県）

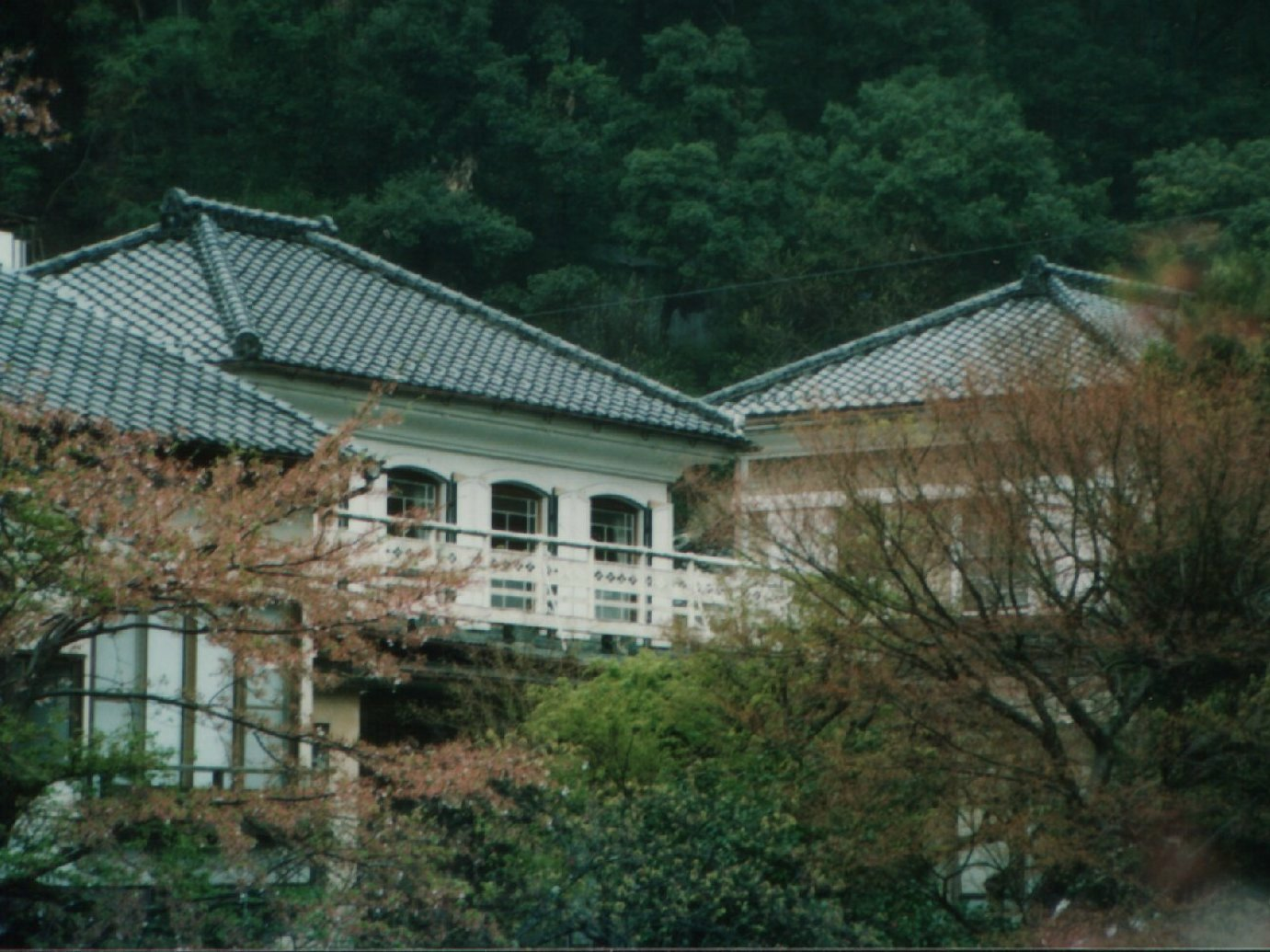
福住旅館萬翠楼
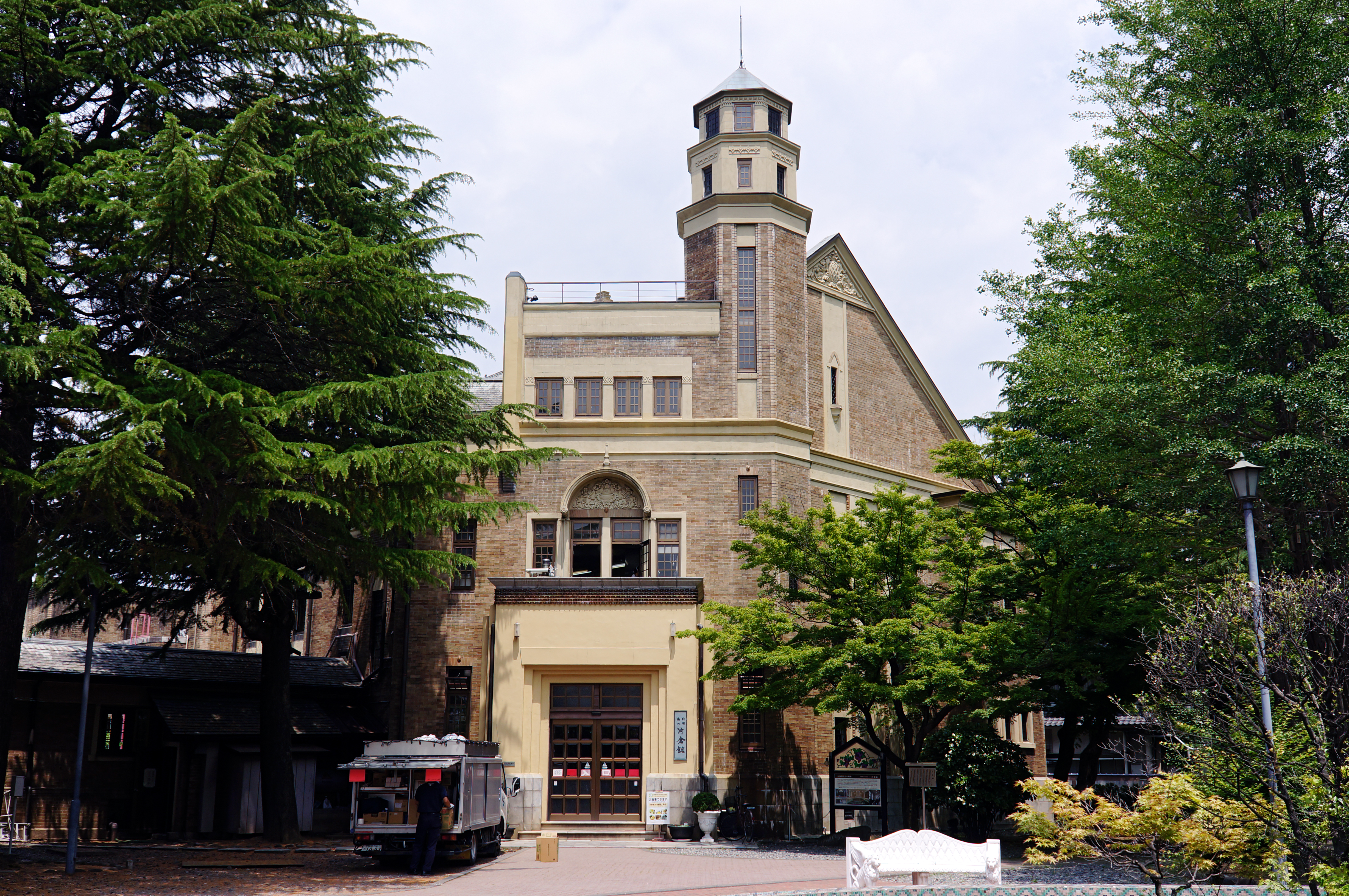
片倉館 浴場棟
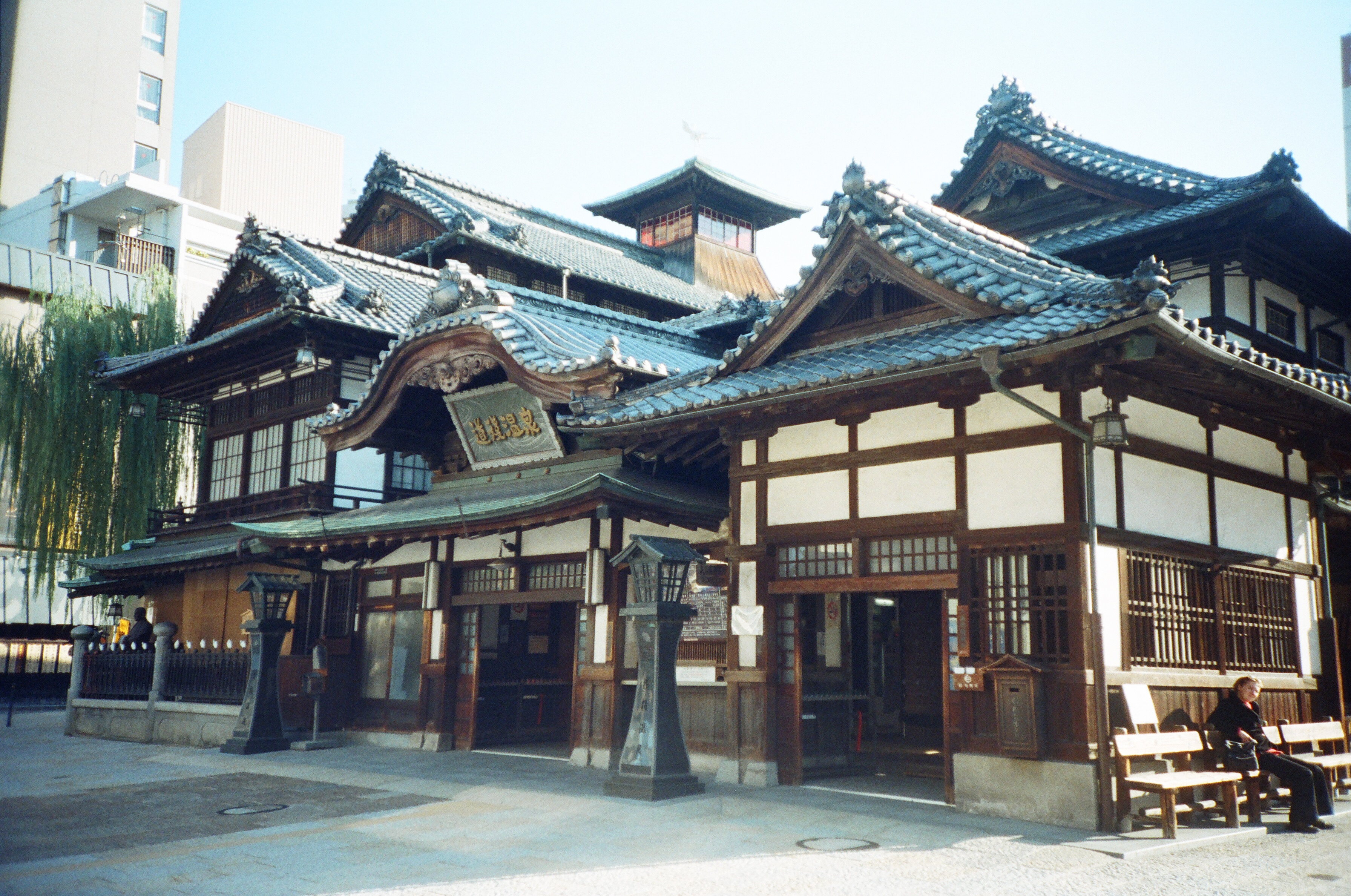
道後温泉本館
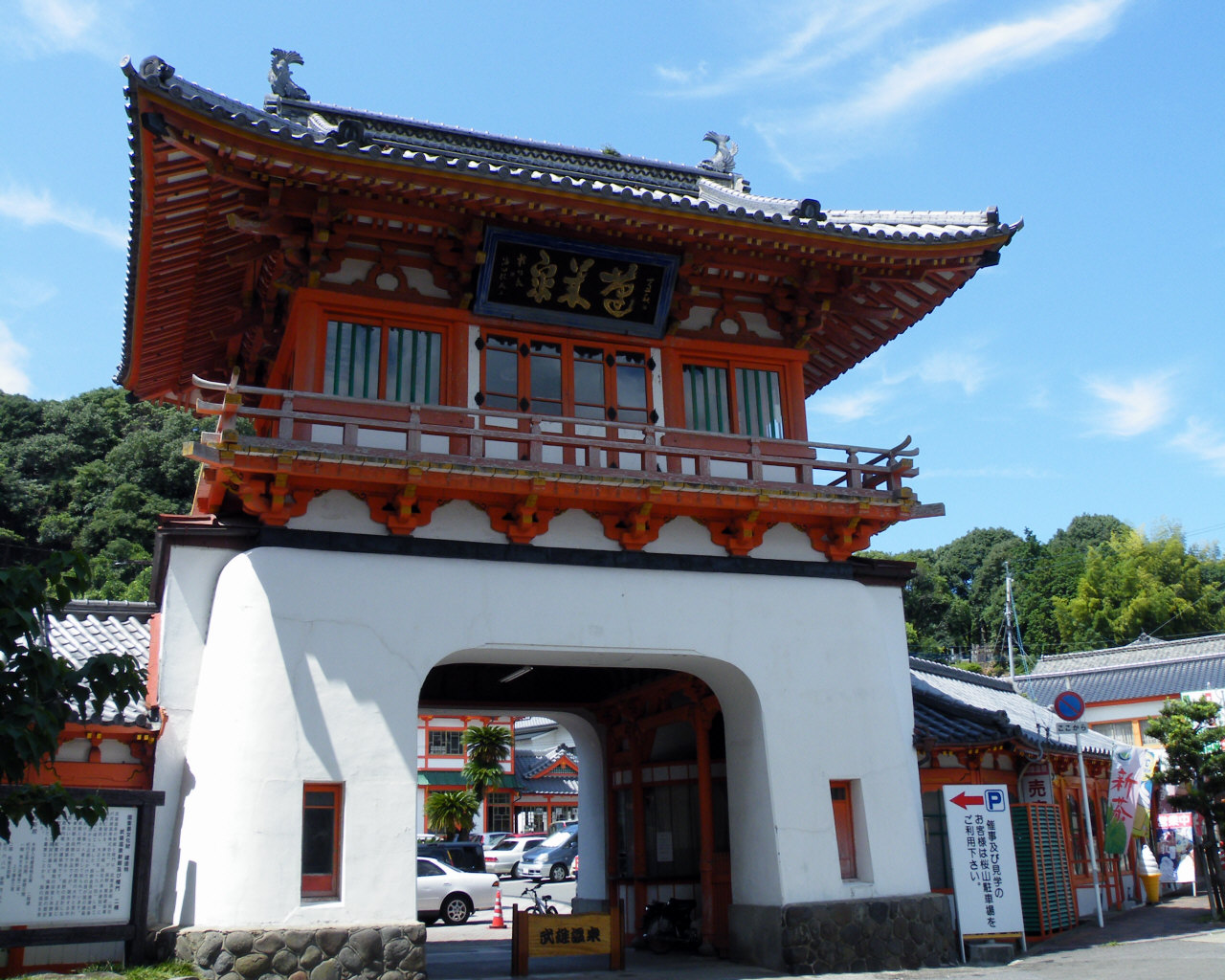
武雄温泉 楼門

### 登録有形文化財
- 鳴子温泉 ゆさや旅館本館・土蔵（宮城県）
- 青根温泉 不忘閣（宮城県）
- 青根温泉 岡崎屋旅館別館南棟・北棟（宮城県）
- 強首温泉 樅峰苑（秋田県）
- 鶴の湯温泉 本陣（秋田県）
- 上山温泉 ニュー村尾浪漫館離れ（山形県）
- 銀山温泉 能登屋旅館本館（山形県）
- 銀山温泉 古勢起屋本館（山形県）
- 微温湯温泉　ぬる湯温泉旅館二階堂古家棟・中座敷棟・帳場棟（福島県）
- 飯坂温泉 なかむらや旅館本館・新館（福島県）
- 東山温泉 向瀧はなれ・客室棟・玄関（福島県）
- 岩瀬湯本温泉 源泉亭湯口屋旅館本館（福島県）
- 板室温泉 加登屋旅館本館・別館・悠仙閣（栃木県）
- 伊香保温泉 伊香保観光ホテル（群馬県）
- 伊香保温泉 横手館本館東棟・西棟（群馬県）
- 草津温泉 山本館本店（群馬県）
- 四万温泉 積善館山荘など（群馬県）
- 法師温泉 長寿館本館・別館・大浴場（法師乃湯）（群馬県）
- 小涌谷温泉 三河屋旅館本館（神奈川県）
- 宮ノ下温泉 富士屋ホテル本館・1号館・2号館など（神奈川県）
- 宮ノ下温泉 奈良屋旅館一・二号別館（神奈川県）
- 強羅温泉 箱根太陽山荘本館・別館（神奈川県）
- 塔ノ沢温泉 福住樓主屋・茶室（神奈川県）
- 塔ノ沢温泉 環翠楼本館南棟・本館北棟・別館（神奈川県）
- 塔ノ沢温泉 塔之澤一の湯本館（神奈川県）
- 湯河原温泉 上野屋本館・玄関棟・別館（神奈川県）
- 湯河原温泉 藤田屋旅館本館（神奈川県）
- 湯河原温泉 伊藤屋旅館本館・奥棟・門柱及び石垣（神奈川県）
- 蛸川温泉 龍宮殿本館（神奈川県）
- 村杉温泉 環翠楼大正の間（新潟県）
- 岩室温泉 小松屋旅館本館・広間棟・表座敷棟・奥座敷棟（新潟県）
- 出湯温泉 清廣館本館（新潟県）
- 越後長野温泉 嵐渓荘緑風館（新潟県）
- 松之山温泉 凌雲閣松之山ホテル本館（新潟県）
- 山代温泉 白銀屋旅館本館・茶室・渡り廊下（石川県）
- 粟津温泉 法師延命閣（石川県）
- 芦原温泉 べにや旅館中央館・東館・本館（福井県）
- 岩下温泉 岩下温泉旅館旧館（山梨県）
- 塩山温泉 中村屋旅館本館（山梨県）
- 別所温泉 花屋ホテル（長野県）
- 渋温泉 金具屋旅館大広間・斉月楼（長野県）
- 湯田中温泉 よろづや旅館松籟荘・桃山風呂（長野県）
- 戸倉上山田温泉 笹屋ホテル別荘（長野県）
- 小谷温泉 山田旅館本館・浴室など（長野県）
- 田沢温泉 ますや旅館本館・新築・東館・西館・土蔵・東蔵（長野県）
- 中房温泉 本館菊など（長野県）
- 伊東温泉 旅館いな葉（静岡県）
- 修善寺温泉 新井旅館雪の棟など（静岡県）
- 湯の花温泉 安田屋旅館月棟・松棟（静岡県）
- 湯ヶ島温泉 眠雲閣落合樓本館など（静岡県）
- 下呂温泉 湯之島館本館・渡り廊下・玄関（岐阜県）
- 船岡温泉 旧船岡楼・旧理髪店・脱衣場 ・浴場（京都府）
- 天見温泉 南天苑本館（大阪府）
- 城崎温泉 ゆとうや旅館（兵庫県）
- 城崎温泉 三木屋東館・西館（兵庫県）
- 城崎温泉 小林屋旅館（兵庫県）
- 城崎温泉 新かめや本館（兵庫県）
- 城崎温泉 西村屋本館（兵庫県）
- 川湯温泉 亀屋旅館本館（和歌山県）
- 龍神温泉 上御殿本館（和歌山県）
- 皆生温泉 東光園本館（鳥取県）
- 三朝温泉 旅館大橋本館・離れ・西離れ・大広間棟・太鼓橋（鳥取県）
- 三朝温泉 木屋旅館（鳥取県）
- 川棚温泉 玉椿旅館（山口県）
- 小藪温泉 小藪温泉本館（愛媛県）
- 今治ラヂウム温泉 本館（愛媛県）
- 雲仙温泉 雲仙観光ホテル（長崎県）
- 日奈久温泉 旅館金波楼本館・大広間棟・正門及び塀（熊本県）
- 別府温泉 京都大学大学院理学研究科附属地球熱学研究施設本館（大分県）
- 別府温泉 竹瓦温泉（大分県）
- 亀川温泉 浜田温泉資料館（大分県）
- 鉄輪温泉 冨士屋旅館主屋・石垣・石段・前門（大分県）

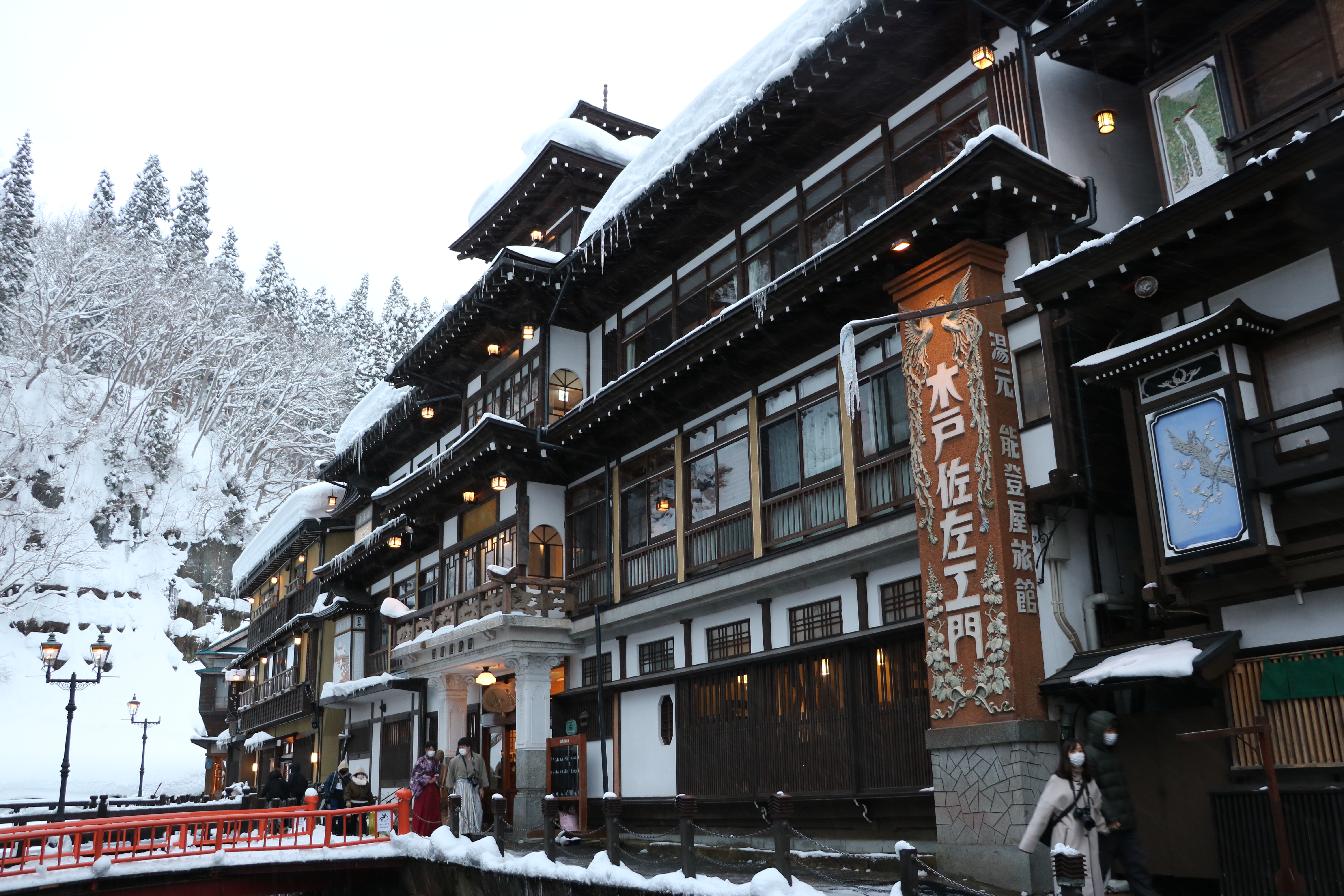
能登屋旅館本館
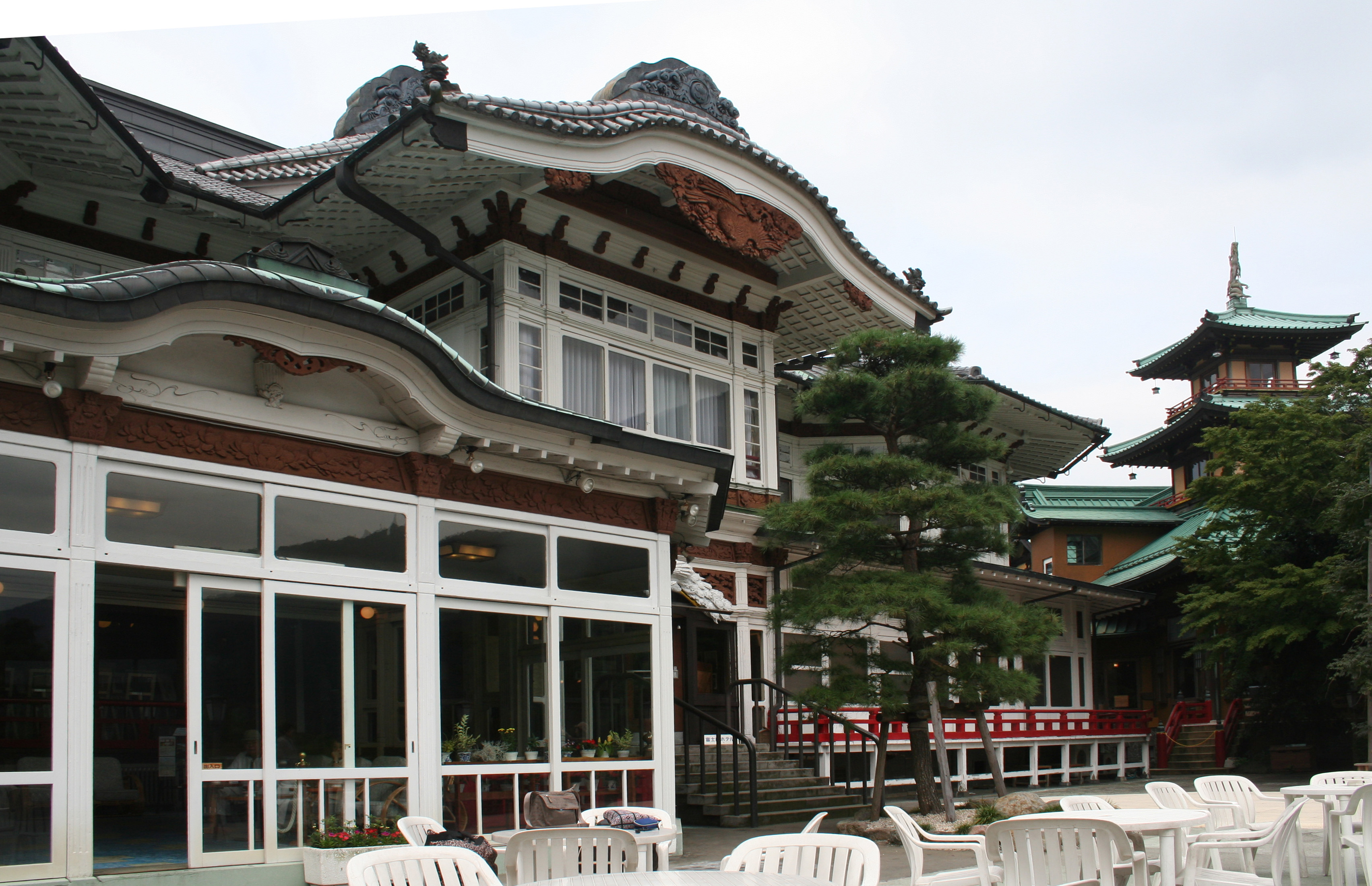
富士屋ホテル
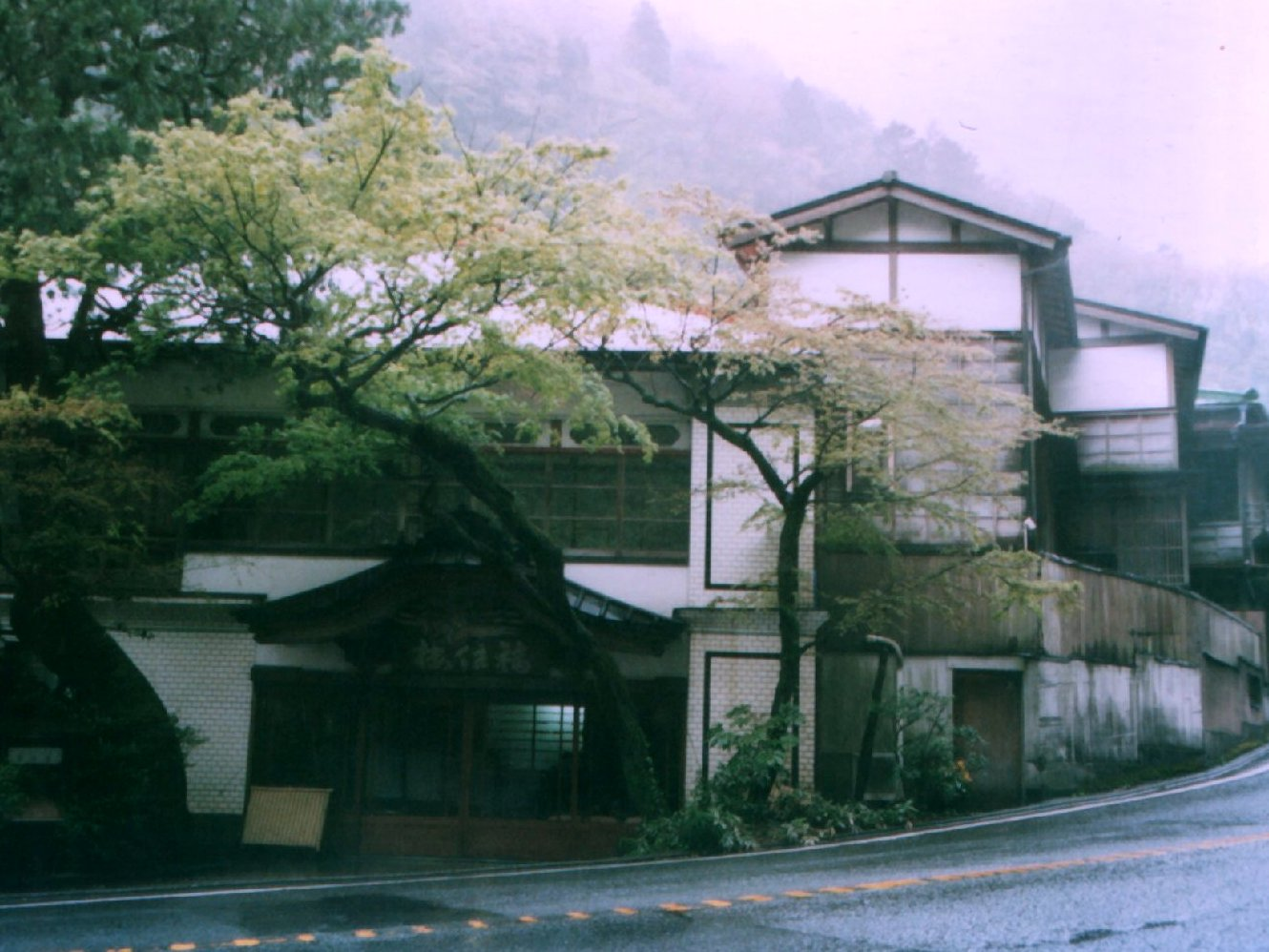
福住樓
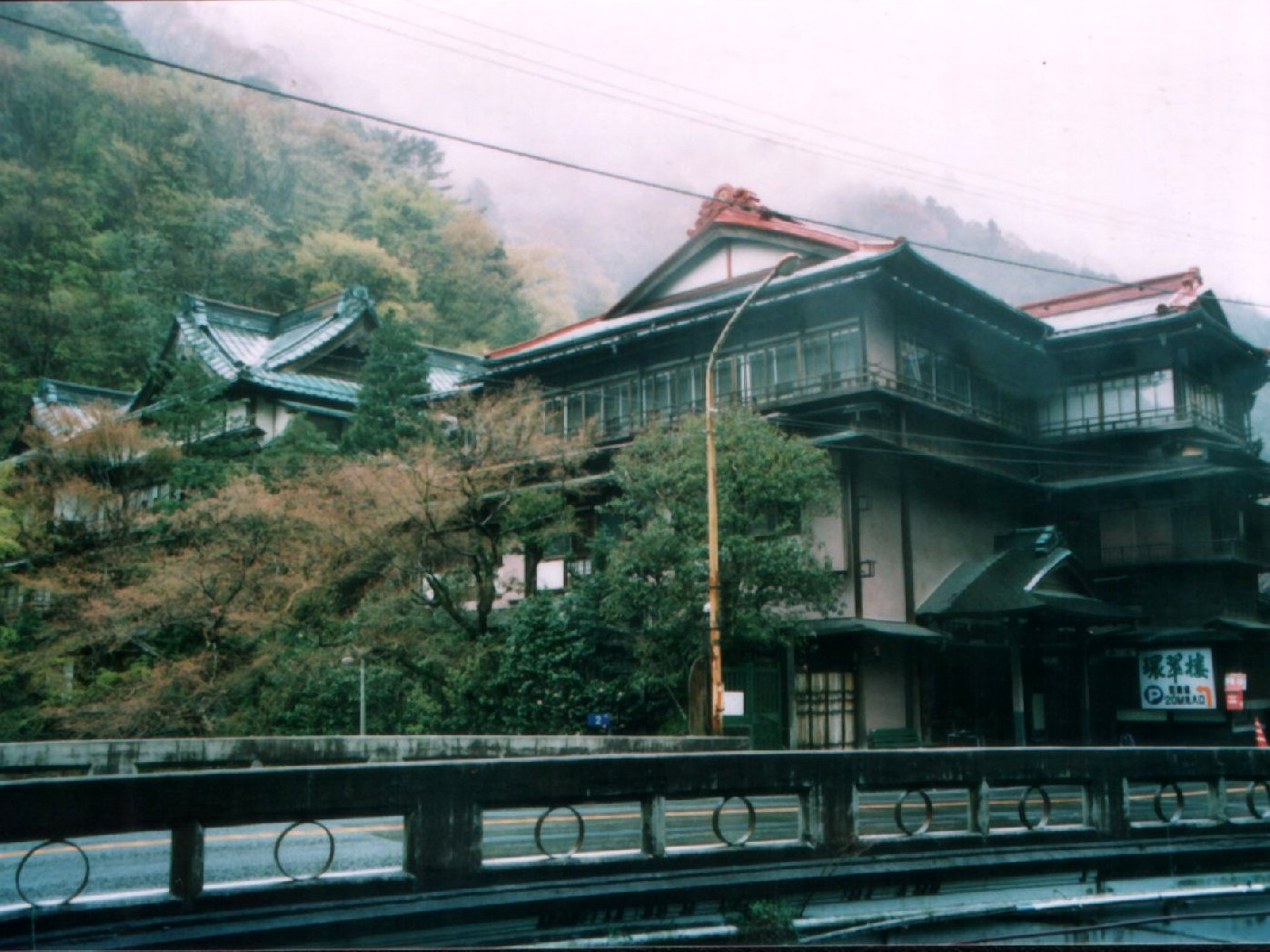
環翠楼
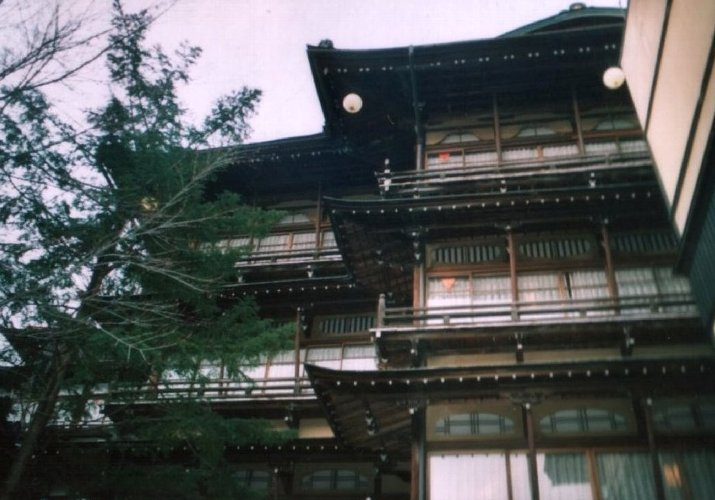
金具屋旅館
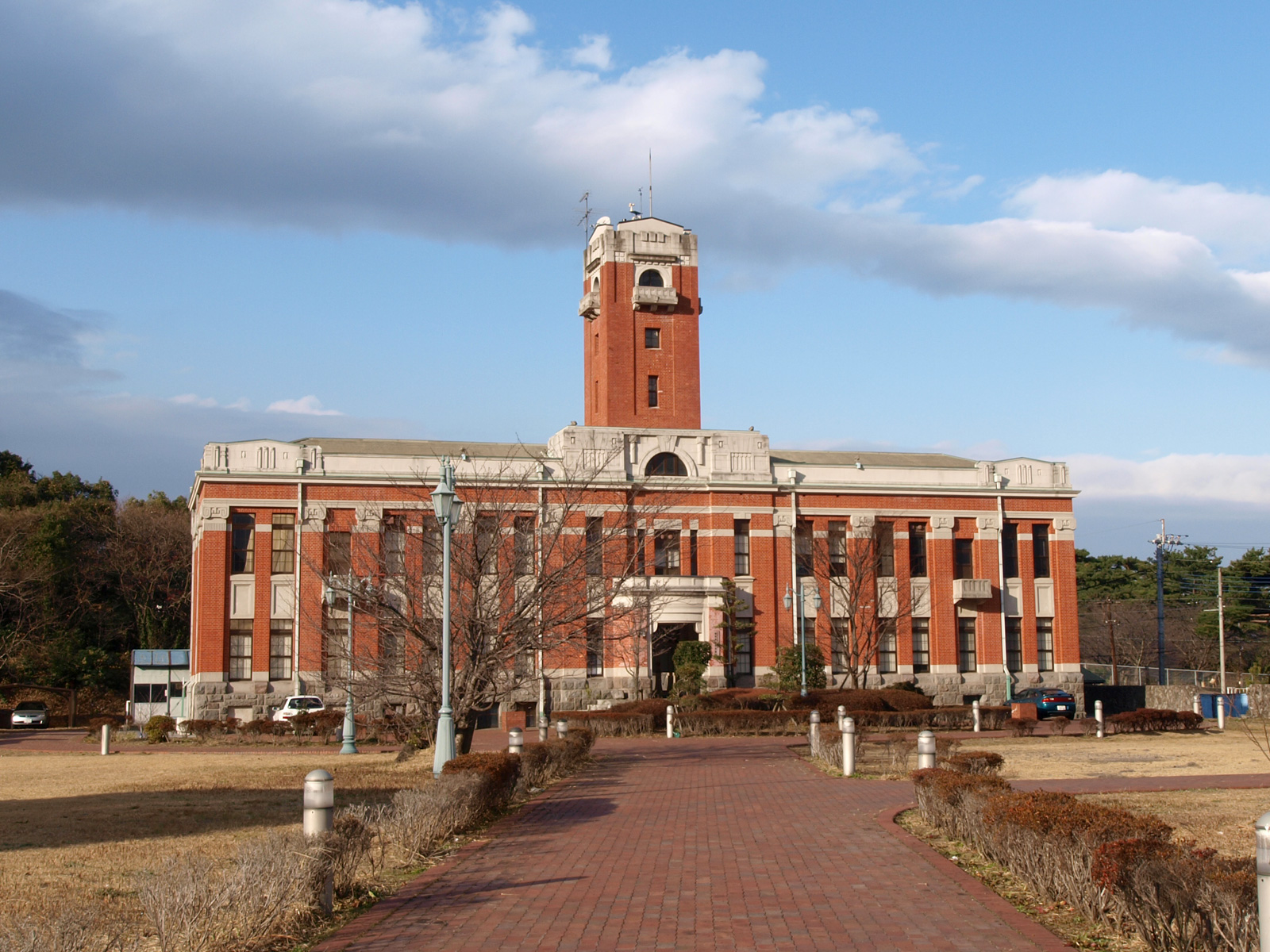
地球熱学研究施設本館
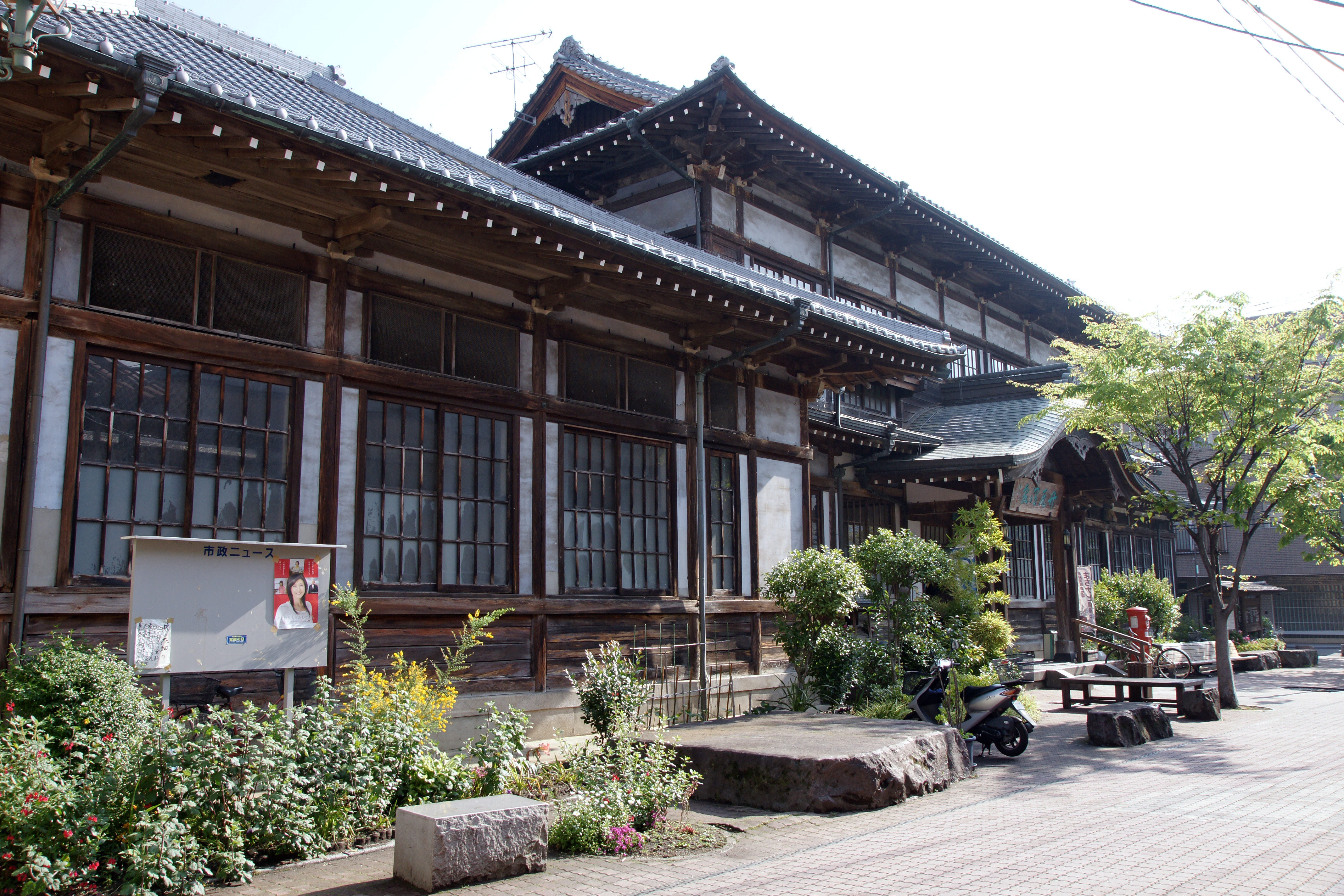
竹瓦温泉

### 重要有形民俗文化財
- 湯の山温泉 湯ノ山明神旧湯治場（広島県）

### 登録有形民俗文化財
- 別府温泉 別府の湯突き用具（大分県）

### 重要無形民俗文化財
- 明礬温泉 別府明礬温泉の湯の花製造技術（大分県）

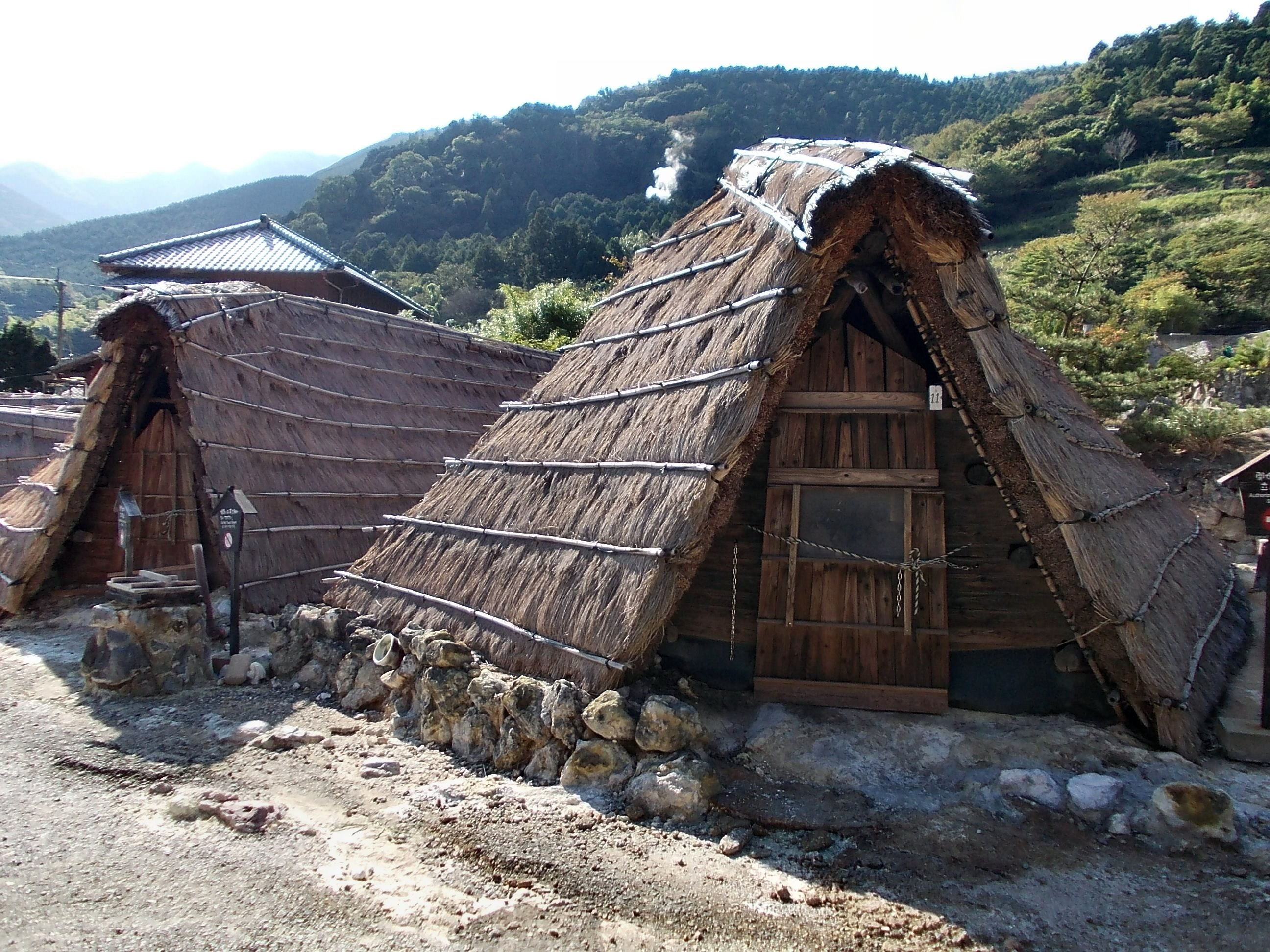
明礬温泉の湯の花小屋

### 名勝
- 別府の地獄（大分県 鉄輪温泉の海地獄と白池地獄、柴石温泉の血の池地獄と龍巻地獄）

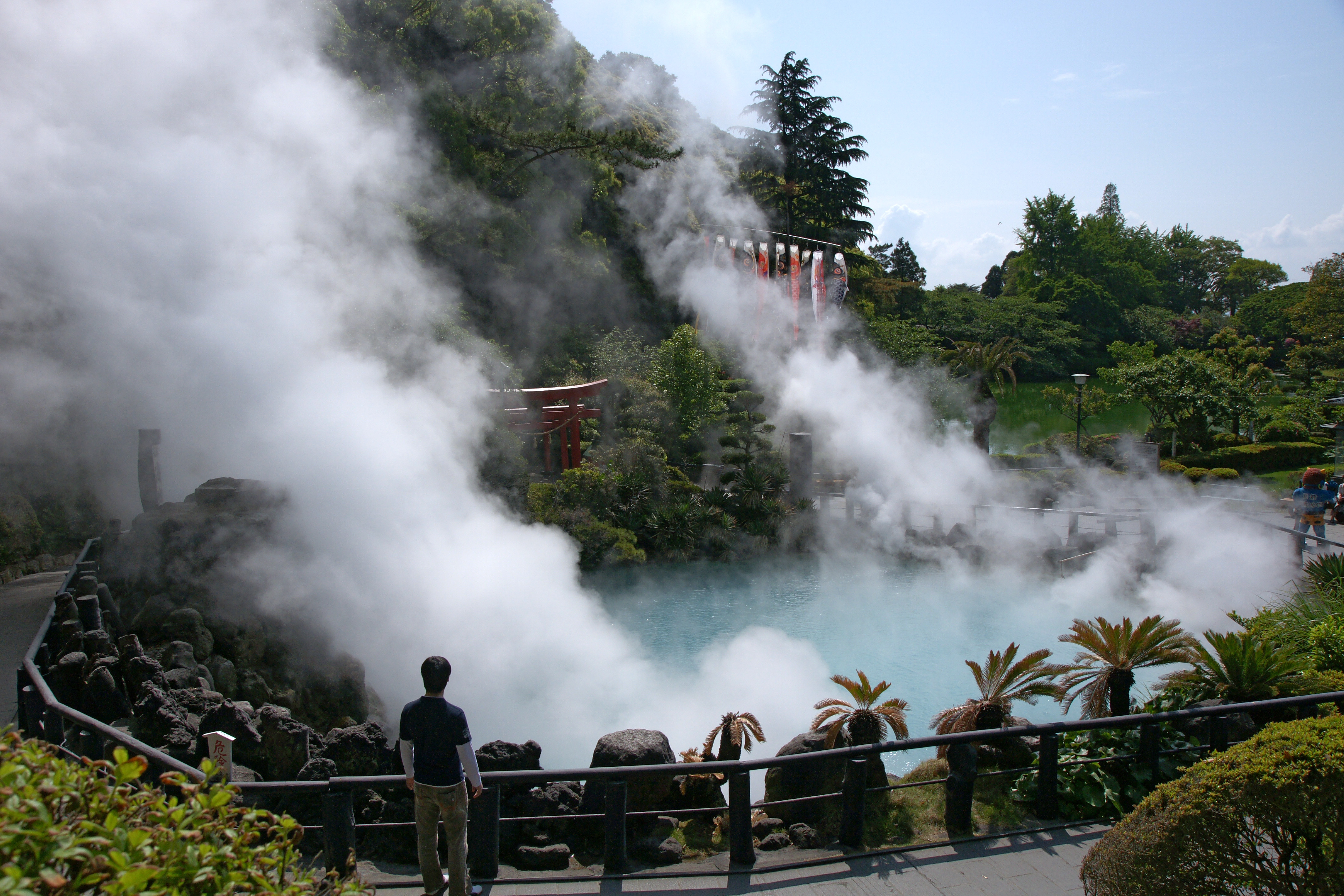
海地獄
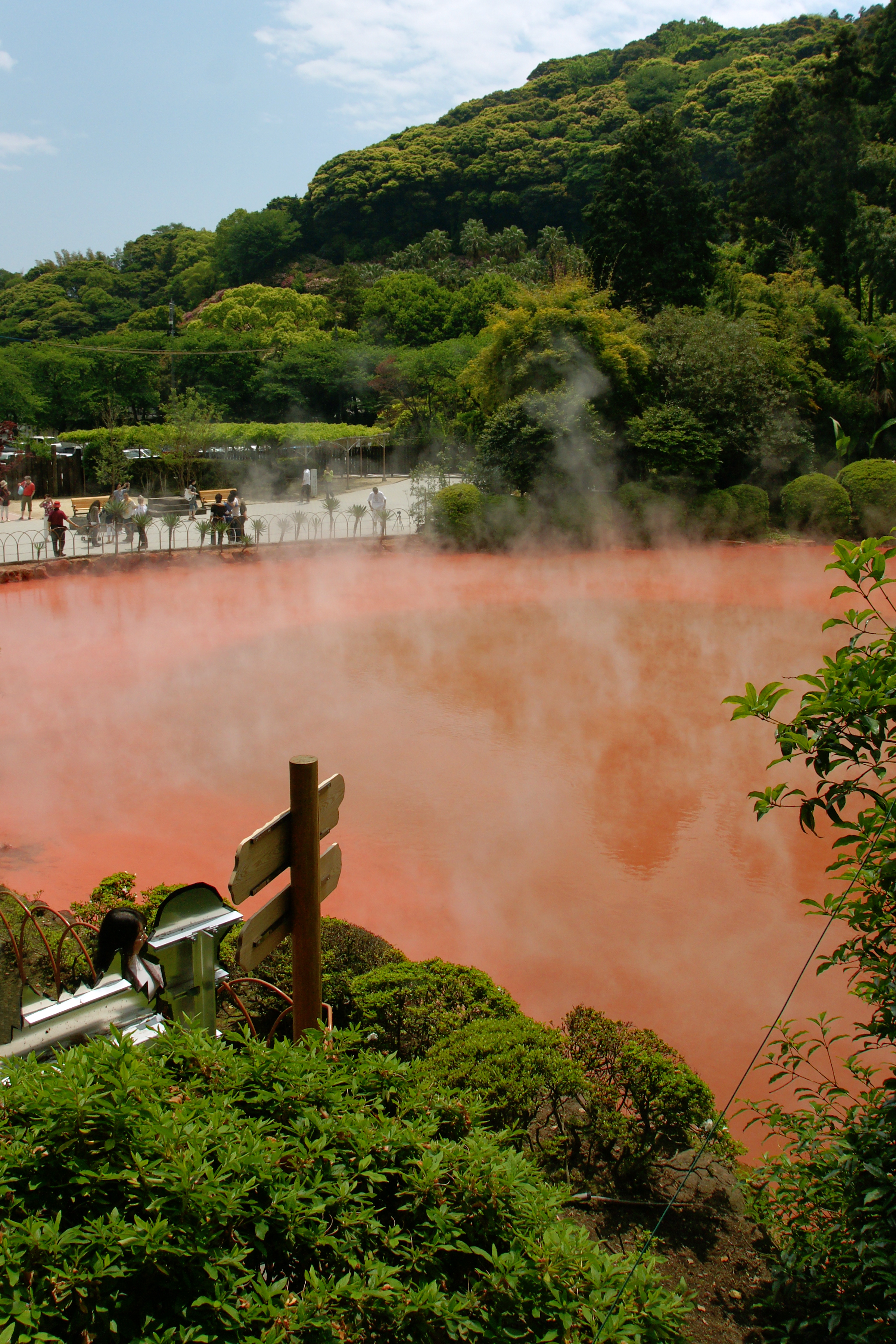
血の池地獄
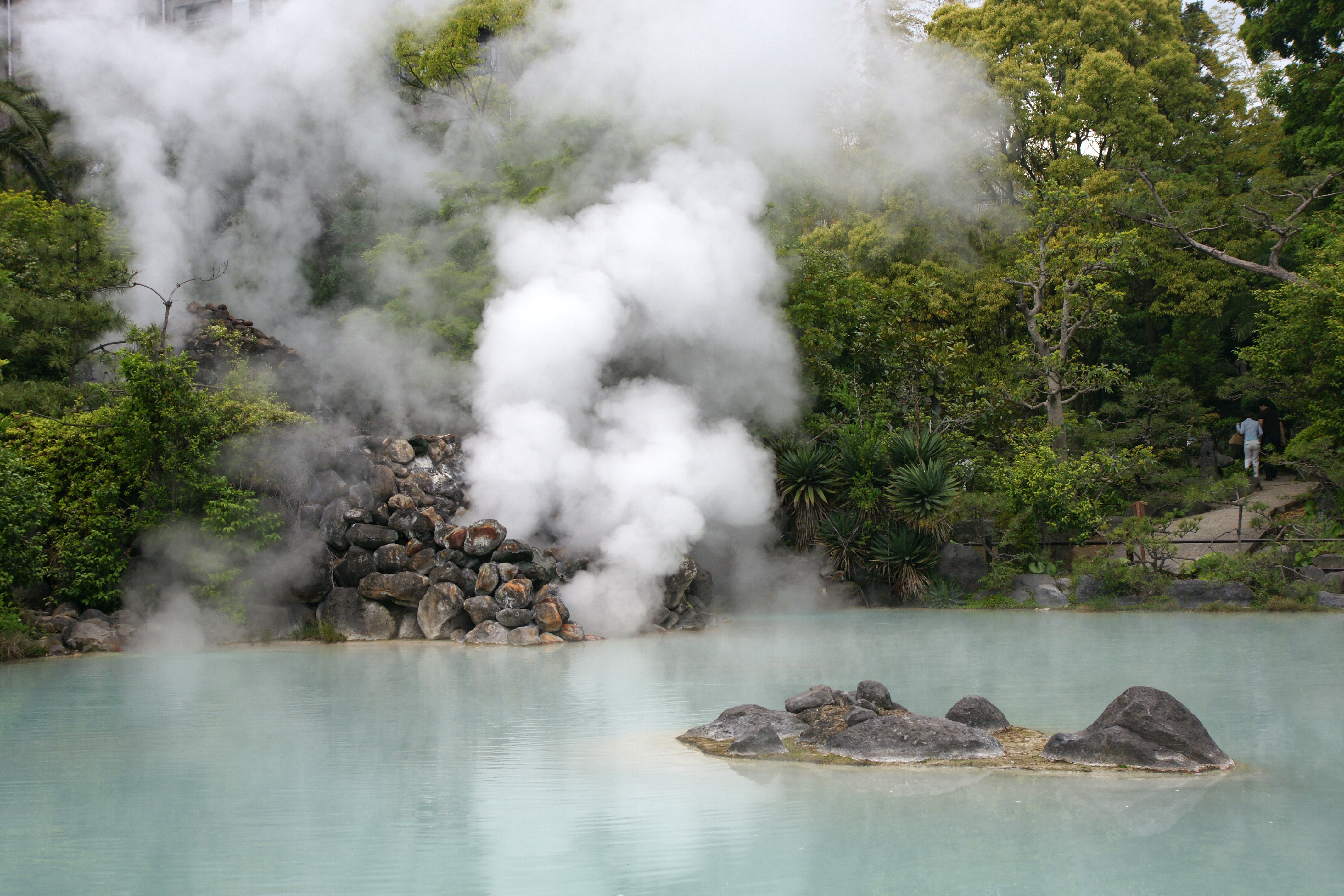
白池地獄
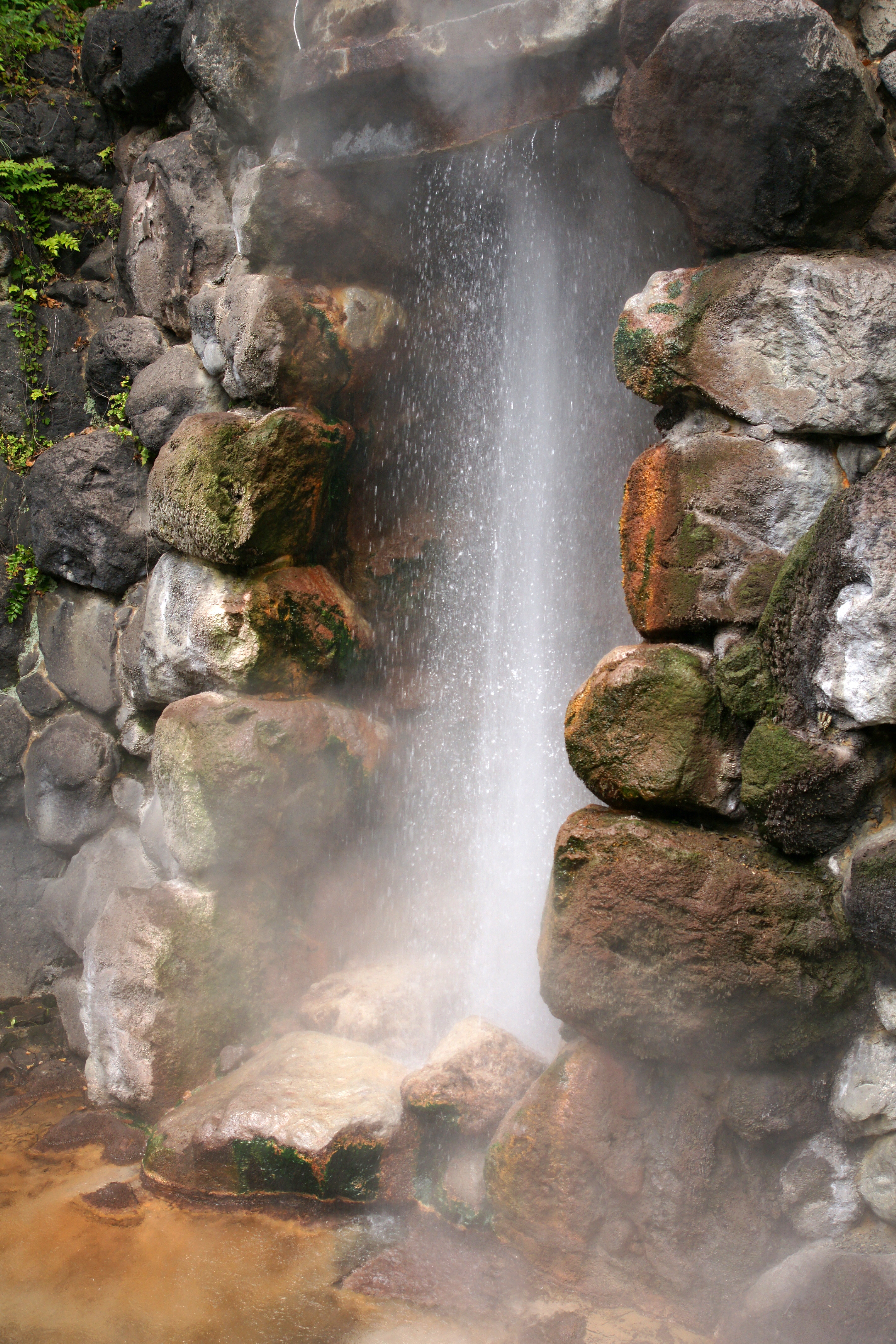
龍巻地獄

### 特別天然記念物
- 夏油温泉の石灰華（岩手県）
- 鬼首の雌釜および雄釜間歇温泉（宮城県）
- 玉川温泉の北投石（秋田県）
- 岩間の噴泉塔群（石川県）
- 白骨温泉の噴湯丘と球状石灰石（長野県）

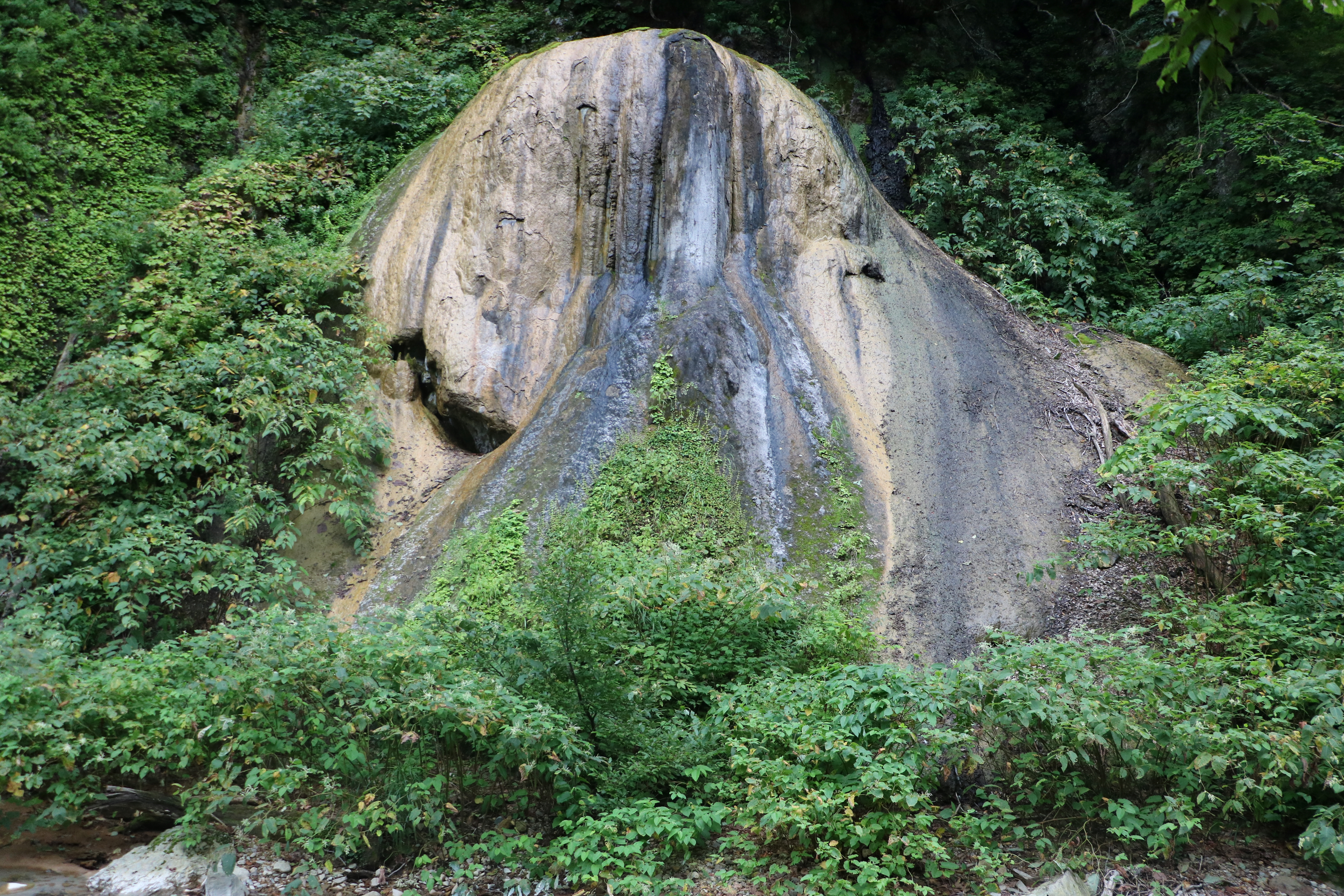
夏油温泉の石灰華
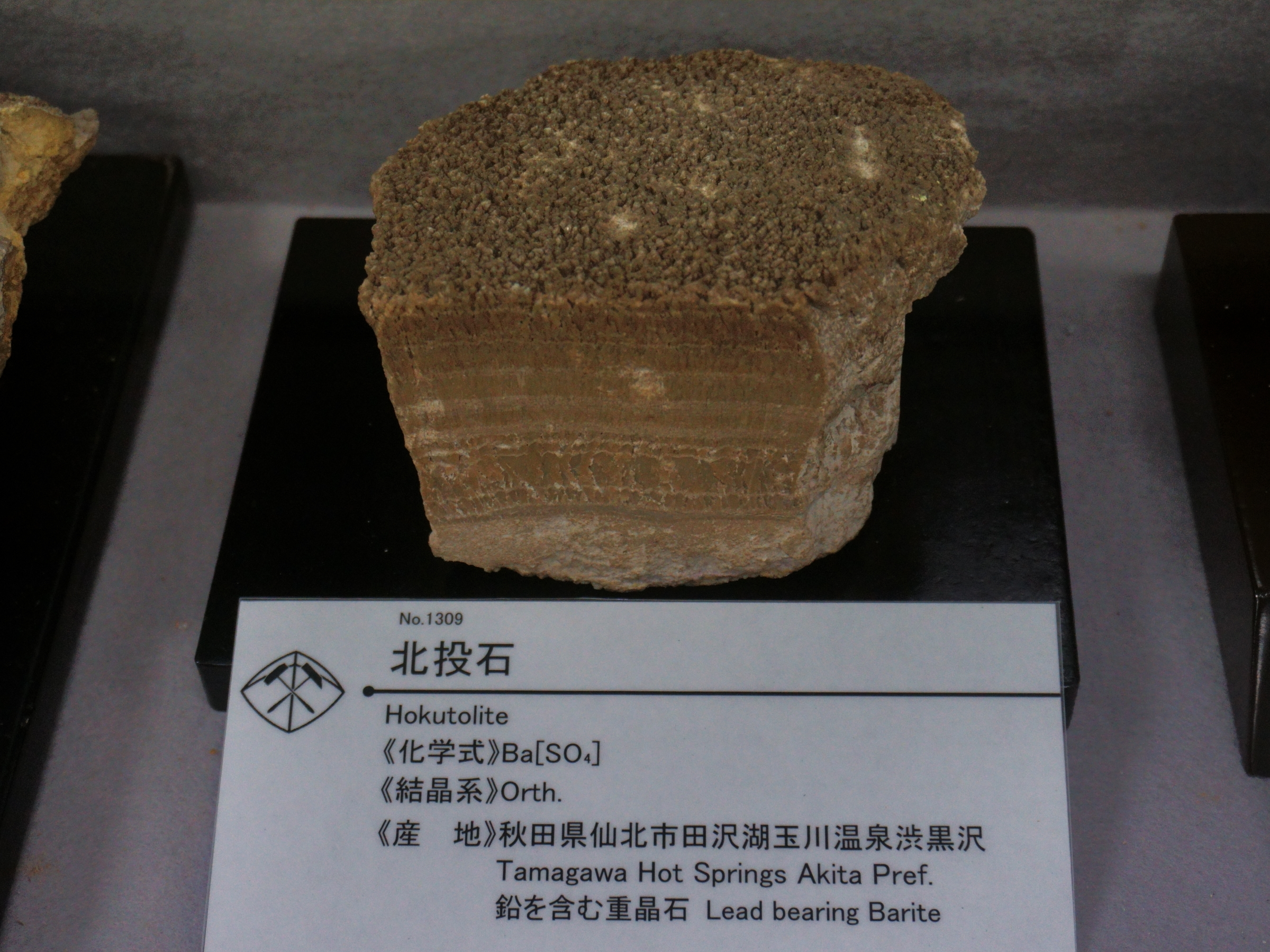
北投石

### 天然記念物

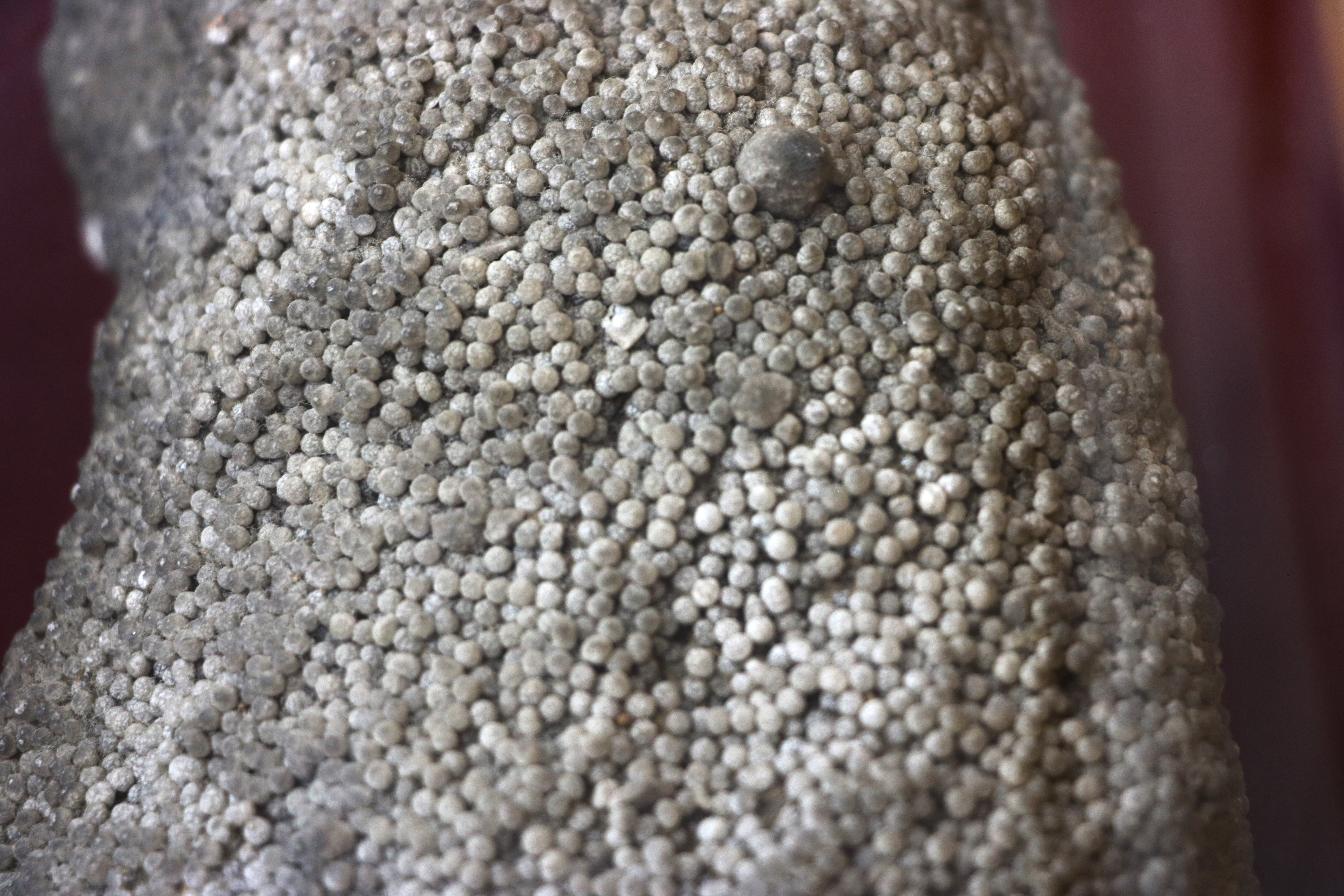
鮞状珪石および噴泉塔（秋田県）
- 湯沢噴泉塔（栃木県）
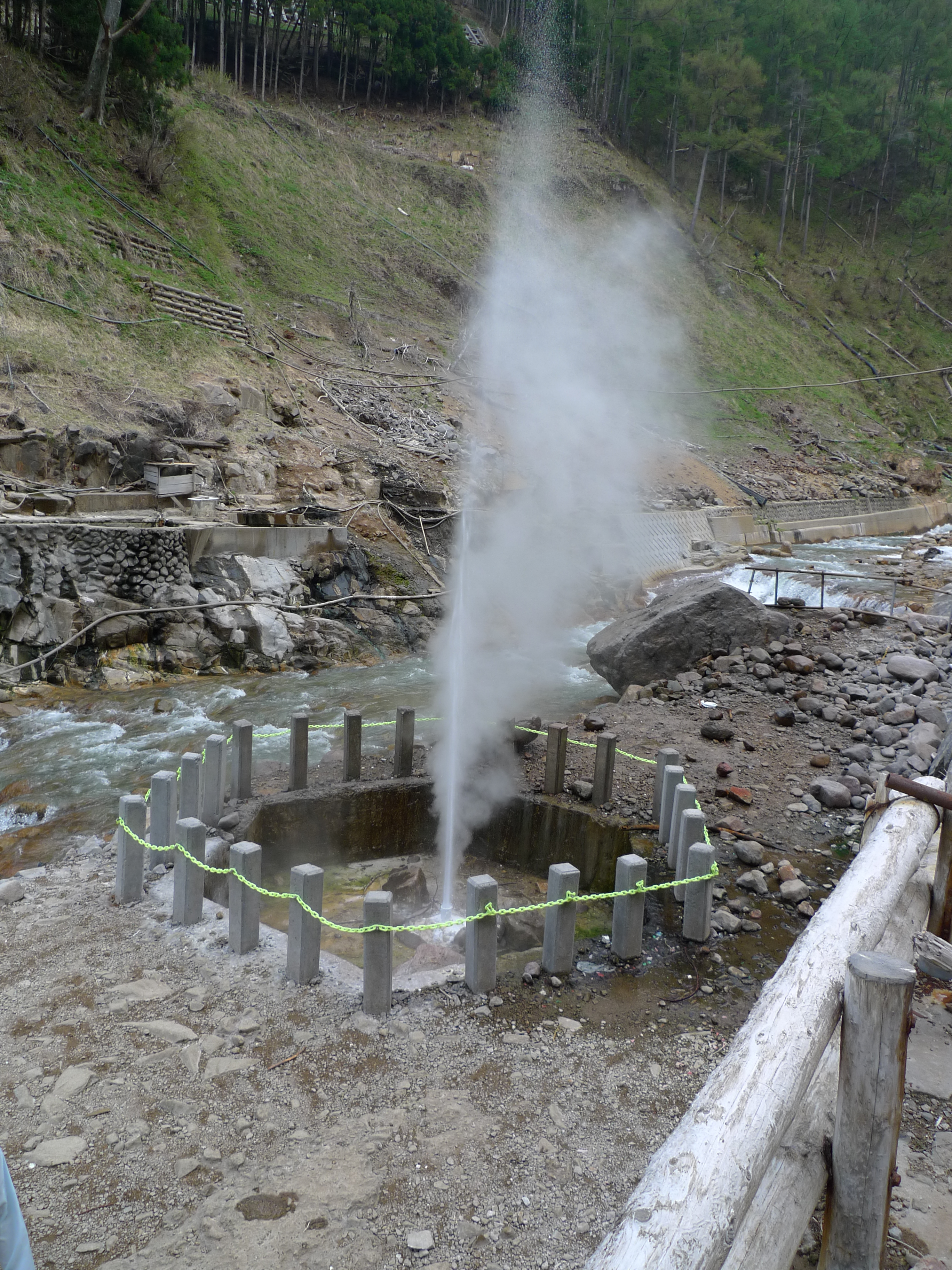
渋の地獄谷噴泉（長野県）
- 高瀬渓谷の噴湯丘と球状石灰石（長野県）
- 中房温泉の膠状珪酸および珪華（長野県）
- 新湯の玉滴石産地（富山県）

- 鮞状珪石
- 渋の地獄谷噴泉

### 重要伝統的建造物群保存地区
- 大田市温泉津（島根県）

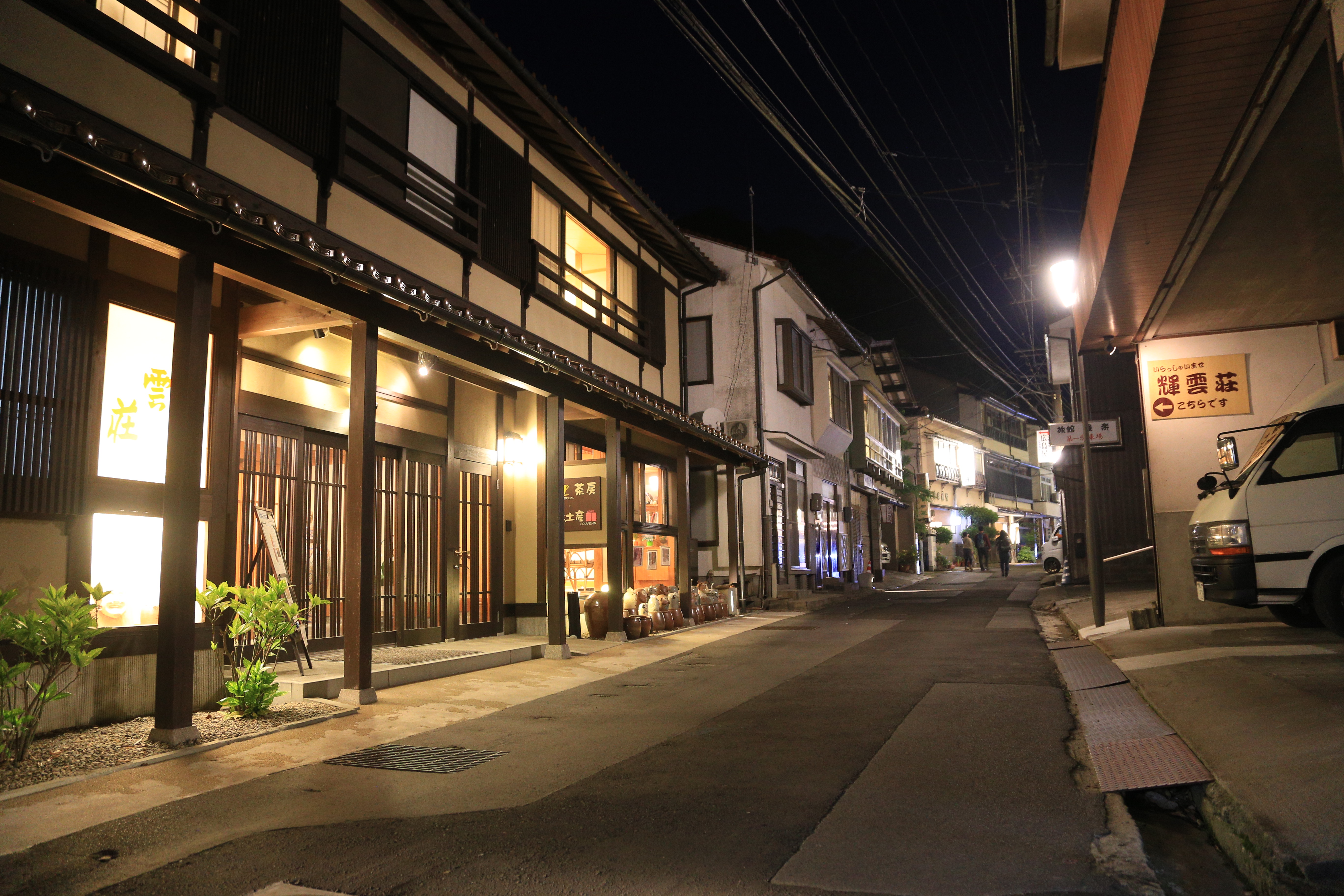
温泉津

### 重要文化的景観
- 別府の湯けむり・温泉地景観（大分県 鉄輪温泉、明礬温泉）

## 地方公共団体が指定・登録する文化財

### 都道府県指定天然記念物
- 鉄輪温泉 鶴見の坊主地獄（大分県）

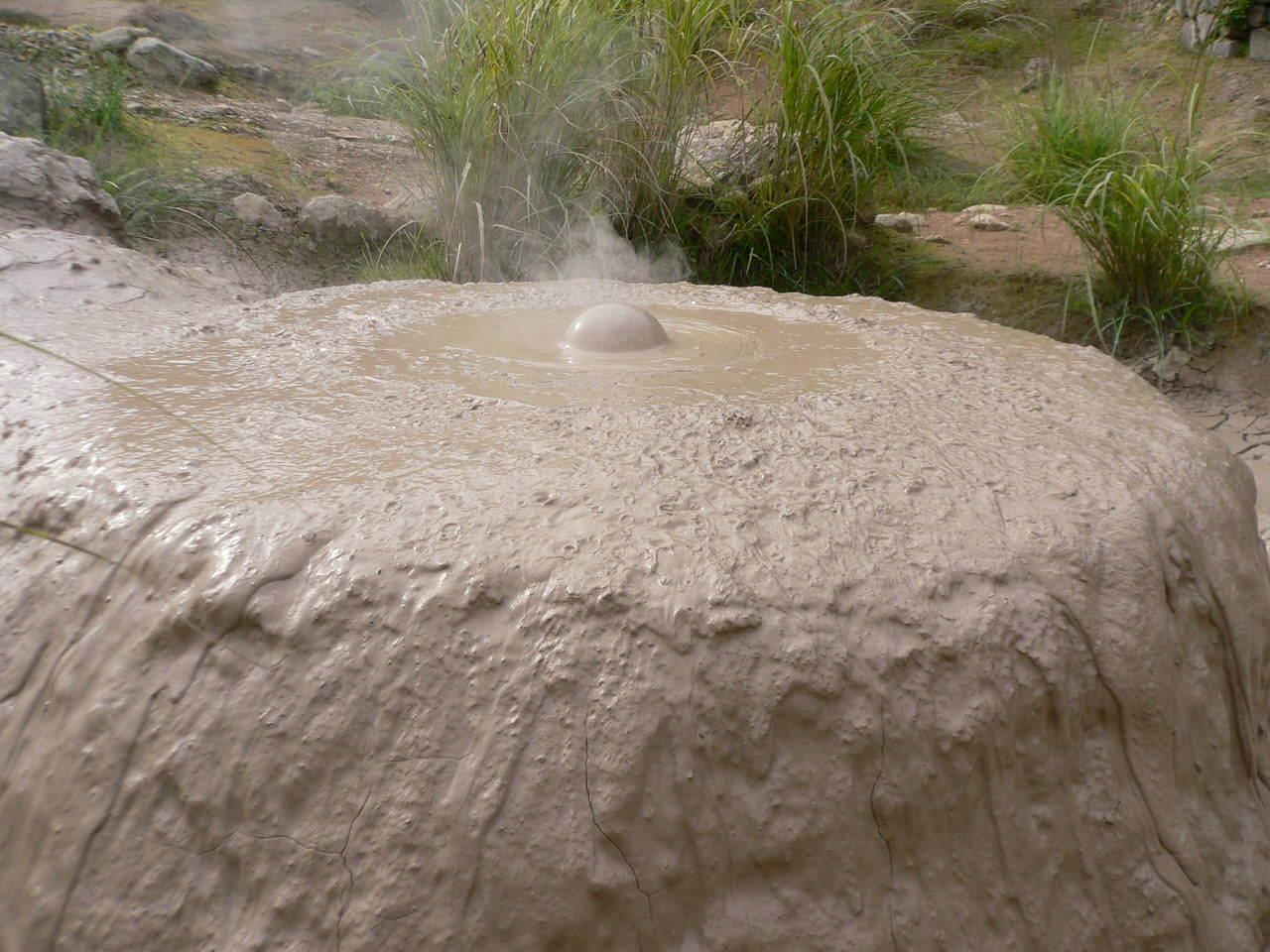
鶴見の坊主地獄

### 市町村指定有形文化財
- 熱海温泉 起雲閣（旧内田信也及び根津嘉一郎別邸）（静岡県熱海市）
- 伊東温泉 旧木造温泉旅館東海館（静岡県伊東市）

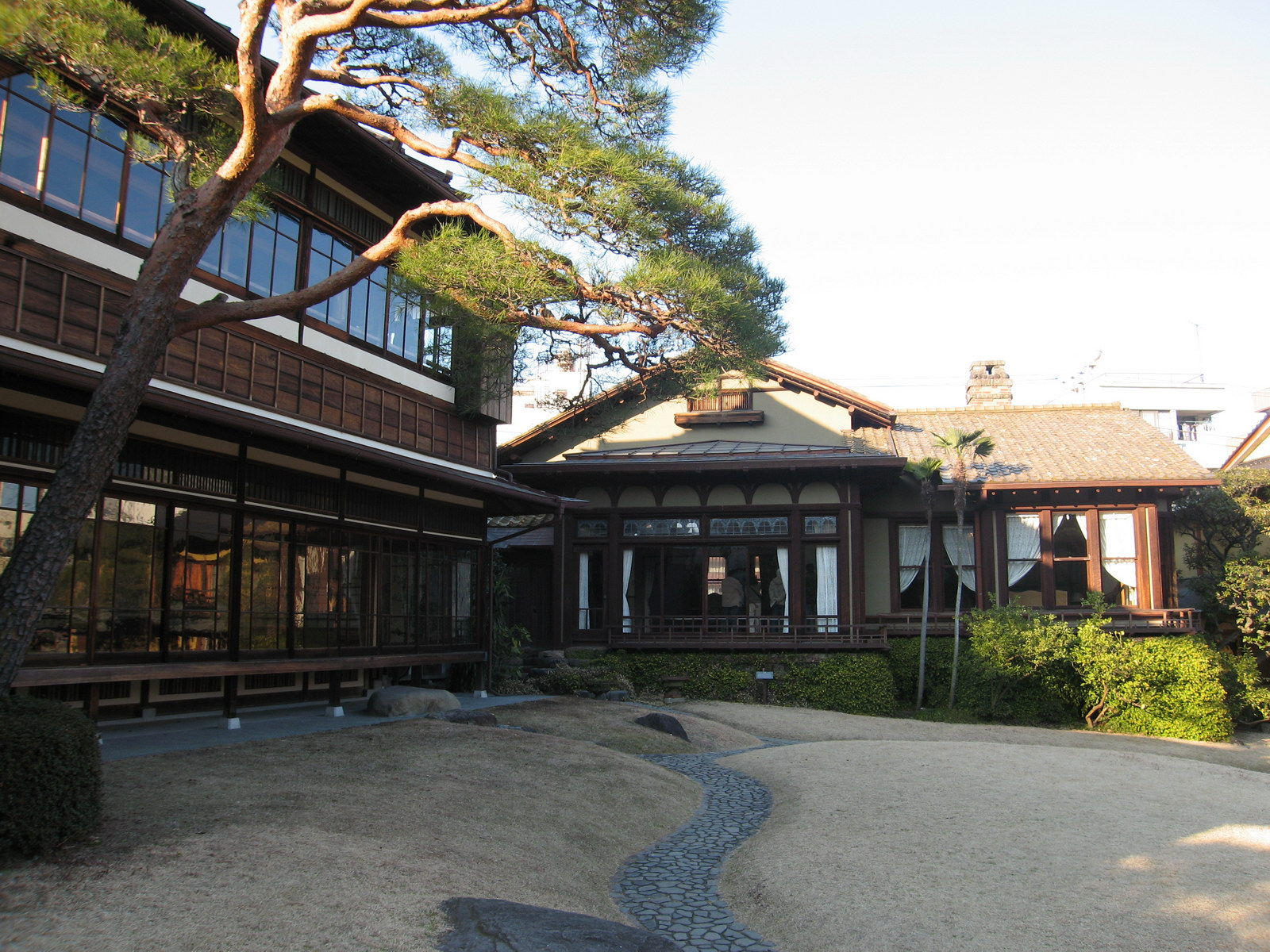
起雲閣
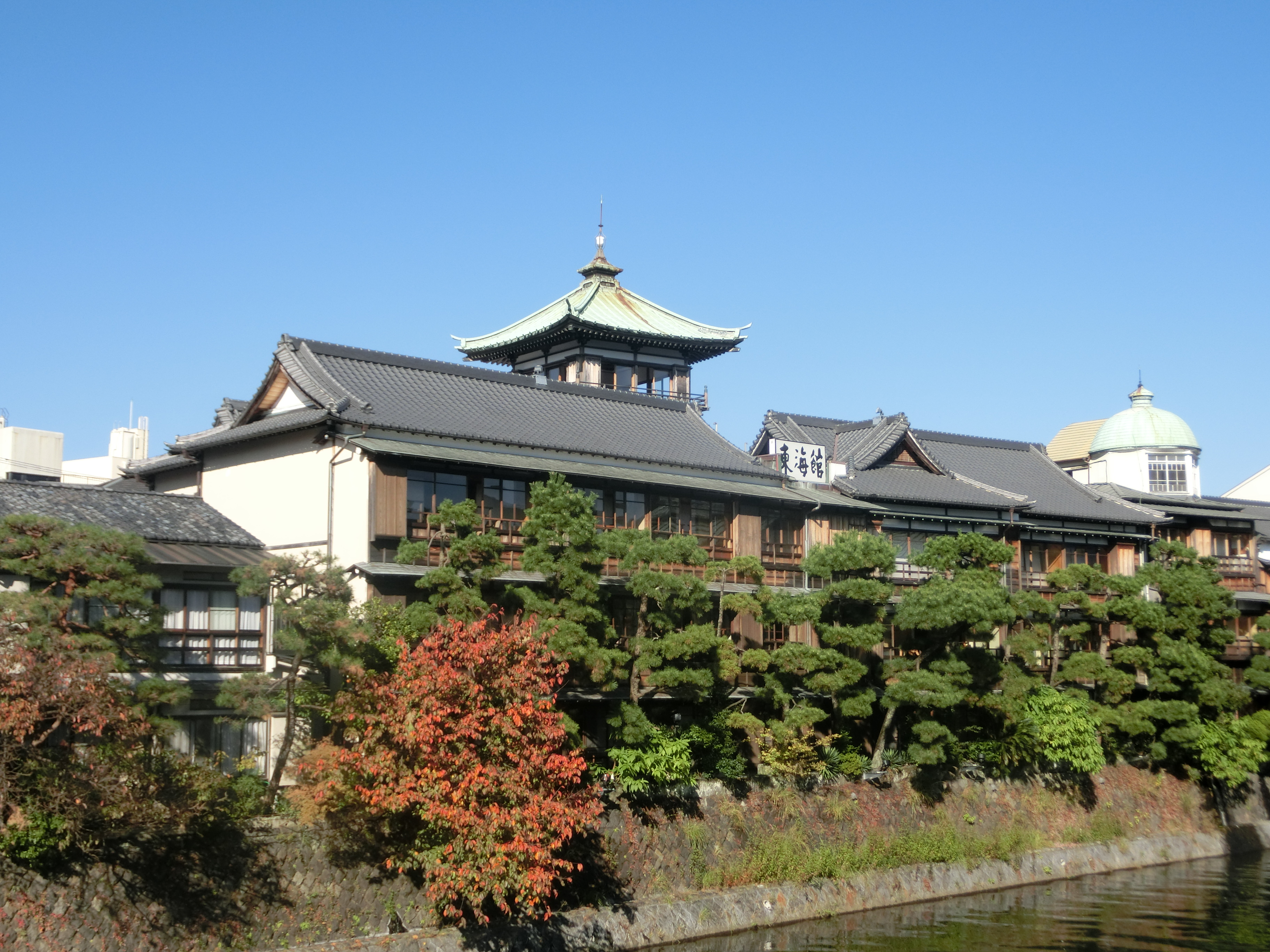
東海館

### 市町村指定史跡
- 熱海温泉 大湯間歇泉跡（静岡県熱海市）
- 伊豆山温泉 走湯温泉跡（静岡県熱海市）
- 明礬温泉 照湯温泉遺構（大分県別府市）

### 市町村指定天然記念物
- 柴石温泉 龍巻地獄（大分県別府市）